# Football aux Jeux des îles de l'océan Indien 1993
Navigation
Édition précédente Édition suivante
Le football aux Jeux des îles de l'océan Indien 1993 est une des 13 épreuves des Jeux des îles de l'océan Indien, se déroulant à Seychelles. L'épreuve se dispute du 20 au 29 août et voit, pour la deuxième fois, Madagascar, remporter la compétition. Toutes les rencontres se déroulent au Stade Linité.

## Phase de groupes

### Groupe 1
| Équipe     | Pts | J | V | N | D | BP | BC | Diff |
| ---------- | --- | - | - | - | - | -- | -- | ---- |
| Madagascar | 4   | 2 | 2 | 0 | 0 | 7  | 1  | +6   |
| Maurice    | 2   | 2 | 1 | 0 | 1 | 4  | 2  | +2   |
| Comores    | 0   | 2 | 0 | 0 | 2 | 0  | 8  | −8   |

20 août 1993
| Madagascar | 5–0 | Comores |

22 août 1993
| Maurice | 3–0 | Comores |

24 août 1993
| Maurice | 1–2 | Madagascar |

### Groupe 2
| Équipe     | Pts | J | V | N | D | BP | BC | Diff |
| ---------- | --- | - | - | - | - | -- | -- | ---- |
| La Réunion | 4   | 2 | 2 | 0 | 0 | 4  | 0  | +4   |
| Seychelles | 0   | 2 | 0 | 0 | 2 | 0  | 4  | −4   |

22 août 1993
| La Réunion | 2–0 | Seychelles |

24 août 1993
| Seychelles | 0–2 | La Réunion |

## Phase finale

### Demi-finales
26 août 1993
| Maurice | 0–1 | La Réunion |

| Madagascar | 2–1 | Seychelles |

### Match pour la troisième place
28 août 1993
| Seychelles | 2–6 | Maurice |

### Finale
29 août 1993
| Madagascar | 1–0 | La Réunion |

## Source
- (en) Karel Stokkermans, « Jeux des Iles de l'Océan Indien », sur rsssf.com, 25 août 2011 (consulté le 16 décembre 2013)

- Cet article est partiellement ou en totalité issu de l'article intitulé « Jeux des îles de l'océan Indien 1993 » (voir la liste des auteurs).